# Nicolas Dondeau
Nicolas Dondeau, né le 25 mars 1752 à Fontaine-Denis, mort le 21 octobre 1834 à Provins, était un homme politique français.

## Biographie
Dondeau était avocat avant la Révolution française et principal du collège d'Anchin en 1778. Il a été aussi maire de Douai de 1794 à 1795.  
Sous le Directoire il est membre de l'administration du département du Nord.
Proche du Directeur Merlin de Douai, il devient Ministre de la Police du 13 février au 16 mai 1798 à la place du jacobin Sotin. À ce poste il prépare les élections de 1798 dans un sens favorable au gouvernement, ce en quoi il échoue.
Après le Coup d'État de floréal an VI, il est remplacé par Lecarlier d'Ardon.